# Monte Carlo Masters 2011
Il Monte Carlo Masters 2011, noto anche come Monte Carlo Rolex Masters 2011 per motivi di sponsorizzazione, è stato un torneo di tennis maschile disputato sulla terra rossa. È stata la 104ª edizione del Monte Carlo Masters, sponsorizzato dalla Rolex, facente parte della categoria ATP World Tour Masters 1000 nell'ambito dell'ATP World Tour 2011. Il torneo si è svolto al Monte Carlo Country Club di Roquebrune-Cap-Martin in Francia, vicino a Monte Carlo nel Principato di Monaco, dal 9 al 17 aprile 2011.

## Partecipanti

### Teste di serie
| Nazionalità | Giocatore            | Ranking | Testa di serie* |
| ----------- | -------------------- | ------- | --------------- |
| Spagna      | Rafael Nadal         | 1       | 1               |
| Svizzera    | Roger Federer        | 3       | 2               |
| Regno Unito | Andy Murray          | 4       | 3               |
| Spagna      | David Ferrer         | 6       | 4               |
| Rep. Ceca   | Tomáš Berdych        | 7       | 5               |
| Spagna      | Fernando Verdasco    | 8       | 6               |
| Austria     | Jürgen Melzer        | 9       | 7               |
| Francia     | Gaël Monfils         | 10      | 8               |
| Spagna      | Nicolás Almagro      | 12      | 9               |
| Russia      | Michail Južnyj       | 15      | 10              |
| Serbia      | Viktor Troicki       | 16      | 11              |
| Francia     | Jo-Wilfried Tsonga   | 17      | 12              |
| Francia     | Richard Gasquet      | 18      | 13              |
| Stati Uniti | Sam Querrey          | 20      | 14              |
| Ucraina     | Aleksandr Dolhopolov | 21      | 15              |
| Croazia     | Marin Čilić          | 22      | 16              |

* Le teste di serie sono basate sul ranking al 4 aprile 2011.

### Altri partecipanti
I seguenti giocatori hanno ricevuto una wild card per il tabellone principale:
- Andy Murray[1]
- Tomáš Berdych[1]
- Radek Štěpánek
- Jean-René Lisnard

I seguenti giocatori sono passati dalle qualificazioni:

- Julien Benneteau
- Frederico Gil
- Máximo González
- Vincent Millot
- Pere Riba
- Olivier Rochus
- Filippo Volandri

### Assenze notevoli
- Novak Đoković (infortunio al ginocchio)[2]

## Punti e montepremi
Poiché il Masters di Monte Carlo è un Masters 1000 non obbligatorio ha una speciale distribuzione dei punti. Il Monte Carlo Masters conta come un torneo di livello 500, mentre la distribuzione dei punti è come quella di un Masters 1000.

### Punti
| Turno                       | Singolare maschile | Doppio maschile |
| --------------------------- | ------------------ | --------------- |
| Campioni                    | 1000               | 1000            |
| Finalisti                   | 600                | 600             |
| Semifinalisti               | 360                | 360             |
| Eliminati ai quarti         | 180                | 180             |
| Eliminati agli ottavi       | 90                 | 90              |
| Eliminati al 2º turno       | 45                 | 0               |
| Eliminati al 1º turno       | 10                 | -               |
| Qualificati                 | 25                 | -               |
| Turno finale qualificazioni | 16                 | -               |

### Montepremi
| Turno                       | Singolare maschile | Doppio maschile |
| --------------------------- | ------------------ | --------------- |
| Campioni                    | € 438,000          | € 134,500       |
| Finalisti                   | € 205,000          | € 63,400        |
| Semifinalisti               | € 104,400          | € 32,000        |
| Eliminati ai quarti         | € 53,500           | € 16,400        |
| Eliminati agli ottavi       | € 27,750           | € 8,540         |
| Eliminati al 2º turno       | € 14,635           | € 4,550         |
| Eliminati al 1º turno       | € 7,715            | -               |
| Turno finale qualificazioni | € 1,820            | -               |
| Primo turno qualificazioni  | € 900              | -               |

## Campioni

### Singolare
Rafael Nadal ha battuto in finale   David Ferrer con il punteggio di 6–4, 7–5.
- È il primo titolo dell'anno per Nadal, il settimo consecutivo a Monte Carlo, il 44° in carriera.

### Doppio
Bob Bryan /  Mike Bryan hanno battuto in finale  Juan Ignacio Chela /  Bruno Soares con il punteggio di 6–3, 6–2.